# Епархия Изерния-Венафро
Епархия Изерния-Венафро (лат. Dioecesis Aeserniensis-Venafrensis, итал. Diocesi di Isernia-Venafro) — епархия Римско-католической церкви, в составе митрополии Кампобассо-Бояно, входящей в церковную область Абруццо-Молизе.
Клир епархии включает 75 священников (63 епархиальных и 12 монашествующих священников), 12 диаконов, 24 монаха, 46 монахинь.
Адрес епархии: Piazza Andrea d'Isernia 2, 86170 Isernia, Italia.
Патронами епархии Изерния-Венафро являются Святые Никандр, Маркиан и Дарья, мученики, пострадавшие в 303 году в Венафро при императоре Диоклетиане.

## Территория
В юрисдикцию епархии входят 48 приходов в 32 коммунах Абруццо: 27 в провинции Изерния — Аквавива-д'Изерния, Карпиноне, Кастельпиццуто, Кастель-Сан-Винченцо, Черро-аль-Вольтурно, Колли-а-Вольтурно, Конка-Казале, Филиньяно, Форли-дель-Саннио, Форнелли, Изерния, Лонгано, Маккия-д'Изерния, Миранда, Монтаквила, Монтеродуни, Пеше, Петторанелло-дель-Молизе, Пиццоне, Поццилли, Рокказикура, Роккетта-а-Вольтурно, Сант'Агапито, Скаполи, Сессано-дель-Молизе, Сесто-Кампано, Венафро; 5 в провинции Казерта — Каприати-а-Вольтурно, Чиорлано, Фонтегрека, Галло-Матезе, Мастради ди Прателла.
Все приходы образуют 7 деканатов: Изерния, Венафро, Каприати-а-Вольтурно, Карпиноне, Черро-аль-Вольтурно, Монтеродуни и Поццилли.
Кафедра епископа находится в городе Изерния в церкви Святого Петра, в городе Венафро находится сокафедральный Собор Санта Мария Ассунта.

### Праздник Святых Никандра, Маркиана и Дарьи
Литургическая память им совершается 17 июня во всей епархии. В Венафро празднования в честь святых проходят с 16 по 18 июня.
16 июня серебряный бюст Святого Никандра вместе с мощами Святой Дарьи выносятся из церкви Сантиссима Аннунциата, где хранятся в течение года, и процессия направляется в Базилику Святых Мучеников. После торжественного вечернего богослужения, которое совершает епископ, раздается «святая манна».
Утром 17 июня в той же Базилике Святых Мучеников глава города передает епископу Венафро ключи и свечи в знак преданности жителей своим покровителям. В этот день проходит несколько богослужений.
18 июня вечером проходит торжественная процессия с пением гимнов и остановками на пути следования. Так реликвии возвращаются в церковь Сантиссима Аннунциата.

## История
Кафедры в Изернии и Венафро были основаны в V веке. С 1032 по 1207 год обе епархии были объединены под руководством одного архиерея.
Буллой De utiliori 27 июня 1818 года Папа Пий VII упразднил епархию Венафро, включив её территорию в состав епархии Изерния.
Епархия Венафро была восстановлена Папой Пием IX 19 июня 1852 года и снова объединена с епархией Изерния под руководством одного епископа.
Буллой от 21 августа 1976 года Папа Павел VI включил епархию в состав митрополии Кампобассо-Бояно. 30 сентября 1986 года Священная Конгрегация по делам епископов на пленарном заседании постановила окончательно объединить епархии Изерния и Венафро в епархию Изерния-Венафро.

## Ординарии епархии

### Кафедра Изерния
| - Бенедетто (конец VI века); - Неизвестный по имени (848); - Неизвестный по имени (854); - Одельгарио (877); - Ландо (946); - Ардерико (964 — 975); - Джерардо (1032); - Пьетро да Равенна (1059) — бенедиктинец; - Леоне (1090); - Мауро (1105 — 25.10.1126); - Ринальдо (1128); - Джентиле (1195) — назначен епископом Аверзы; - Дарио (1208 — 1221); - Теодоро (1230); - Уго (1244); - Никколо (1258 — 1263); - Энрико да Сан Джермано (1267) — францисканец; - Маттео (1276); - Роберто (1287); - Якопо (1302); - Пьетро II (1307 — 1330); - Коррадо Рампини (1330) — избранный епископ; - Энрико II (2.7.1330 — 1331) — францисканец; - Гульельмо (1332) — кармелит; - Филиппо Джецца де Руфинис (1348 — 8.11.1367) — доминиканец, назначен епископом Тиволи; - Паоло де Лапи (1367 — 1376) — францисканец; - Никколо II (1376); - Кристофоро Марони (1387 — 18.12.1389); - Доменико (1390 — 18.8.1402) — назначен епископом Сесса Аурунка; - Андреа Серао (1402 — 11.10.1402) — назначен епископом Потенцы; - Антонио Де Росси (2.10.1402 — 1404) — назначен епископом Террачины; - Никколо III (1404) — бенедиктинец; - Лючилло (1414); - Бартоломео (1415); | - Джакомо II (1418 — 1469); - Карло Сетари (12.1.1470 — 1486); - Франческо Адами (10.4.1486 — 1497); - Кастантино Кастриото (2.10.1497 — 1500); - Джованни Оливьери (8.4.1500 — 1510); - Массимо Бруни Корвино (1510 — 1522); - Кристофоро Нумаи (17.4.1522 — 19.12.1524) — францисканец, апостольский администратор; - Антонио Нумаи (1524 — 1567); - Джамбаттиста Ломеллини (17.3.1567 — 1599); - Паоло делла Корте (20.3.1600 — 1606) — театинец; - Алессио Джеромоальди (20.4.1606 — 6.4.1611); - Маркантонио Дженовези (26.9.1611 — 7.11.1624); - Джан Джероламо Кампанили (27.1.1625 — 22.6.1626); - Диего Мерино (24.8.1626 — 1.1.1637) — кармелит; - Доменико Джордани (17.8.1637 — 13.2.1640) — францисканец; - Марчелло Стелла (26.3.1640 — 1642); - Джероламо Маскамбруно (6.8.1642 — 1643); - Пьетро Паоло де Рустичи (14.12.1643 — 28.10.1652) — бенедиктинец; - Джероламо Боллини (9.7.1653 — 1657) — целестинец; - Тибупцио Боллини (28.5.1657 — 1660) — целестинец; - Микельанджело Каталани (20.9.1660 - 1672) — францисканец-конвентуал; - Джероламо Пассарелли (30.1.1673 — 14.11.1689) — назначен архиепископом Салерно); - Микеле да Болонья (6.3.1690 — 2.5.1698) — театинец; - Бьяджо Терци (22.12.1698 — 1717); - Джованни Саверио Де Леони (20.12.1717 — 22.11. 1730) — назначен епископом Мельфи и Раполла; - Джузеппе Исидоре Персико (18.6.1731 — 1739); - Джачинто Мария Джаннуччи † (14.12.1739 — 26.3.1757); - Эразмо Мастрилли (26.9.1757 — 1769); - Микельанджело Парата (21.8.1769 — 1806); - Микеле Руополи (1818); - Сальваторе Мария Пиньяттаро (24.11.1823 — 1825) — доминиканец; - Адеодато Гомес-Кардоза (19.12.1825 — 1834). |  |

### Кафедра Венафро
| - Костантино (499); - Объединена с епархией Изерния (1032 — 1207); - Ринальдо (1250); - Джованни (1289 — 24.2.1294); - Андреа д'Aверза (30.5.1295 — 1299); - Джордано де Сермонета (1.6.1299 — 1300); - Романо Борджа (1300 — 1300) — валломброзианец, избранный епископ; - Дочибиле ди Сермонета (1300 — 1301); - Пеллегрино (23.9.1301 — 1306) — еремит-августинец; - Никола; - Пьетро Спарано да Сан Северо (9.3.1326 — 6.9.1328) — назначен епископом Нолы; - Джованни ди Токко (6.9.1328 — 1348) — назначен епископом Амелии; - Пьетро да Бассьяно (24.6.1348 — 1366) — доминиканец; - Гвидо (1366); - Никколо (1387); - Руджеро да Кастель ди Пьетра (19.9.1396 — 1399) — еремит-августинец; - Андреа Фьясконе (1399); - Карло Анкамоно (1420 — 23.3.1422) — назначен епископом Битетто; - Aнтонио Манчини (18.12.1426 — 1465); - Джованни Каттула (2.10.1465 — 1471); - Анджело де Альберто (17.8.1472 — 1504); | - Риккоманно Буффалини (2.10.1504 — 1528); - Джироламо Гримальди (9.10.1528 — 2.6.1536) — апостольский администратор; - Бернардино Сория (2.6.1536 — 1548) — францисканец; - Джамбаттиста Караччоло-Писквици (24.3.1548 — 1557); - Джан Антонио Карафа (9.4.1557 — 1558); - Андреа Маттео Аквавива д'Арагона (18.7.1558 — 16.9.1573) — назначен архиепископом Козенцы; - Орацио Караччоло (17.9.1573 — 1581); - Ладислао д'Аквино (1584 — 12.2.1621); - Оттавио Орсини (13.9.1621 — 20.9.1632) — назначен епископом Сеньи; - Винченцо Мартинелли (1632 — 10.9.1635) доминиканец; - Джачинто Корделла (1.10.1635 — 15.12.1666) — назначен епископом Реканати и Лорето; - Себастьяно Леопарди (16.3.1667 — 2.7.1669); - Людовико Чоньи (1.9.1669 — 1690); - Карло Никола де Массо (11.12.1690 — 1718); - Маттиа Йоччоа (11.5.1717 - 1733); - Франческо Анджелло Фраджанни (18.5.1733 — 28.2.1742) — назначен епископом Кальви; - Джузеппе Франческо Росси (24.9.1742 — 27.1.1754); - Франческо Саверио Стабиле (20.5.1754 — 1.12.1788); - Донато де Лигуори (26.5.1792 — 27.1.1811); |  |

### Кафедра Изерния и Венафро
- Дженнаро Саладино (19.5.1837 — 1861);
- Антонио Иццо (1872);
- Анджелло Ренцулло (27.2.1880 — 22.6.1890) — назначен епископом Нолы;
- Франческо Паоло Каррано(1.6.1891 — 16.1.1893) — назначен архиепископом Л'Акуилы;
- Никола Мария Мерола (12.6.1893 — 1916);
- Никколо Ротоли (28.3.1916 — 27.4.1932) — францисканец;
- Пьетро Тезаури (13.3.1933 — 25.5.1939) — назначен архиепископом Ланчано и Ортоны;
- Альберто Каринчи (25.3.1940 — 28.4.1948) — назначен епископом Бояно-Кампобассо;
- Джованни Люкато (21.6.1948 — 1.5.1962);
- Акилле Пальмерини (11.7.1962 — 7.4.1983);
- Этторе Де Вилиппо (7.4.1983 — 30.9.1986) — назначен епископом Изернии-Венафро;

### Кафедра Изерния-Венафро
- Этторе Де Филиппо (30.9.1986 — 28.10.1989) — назначен архиепископом Кампобассо-Бояно;
- Андреа Джемма (7.12.1990 — 5.8.2006);
- Сальваторе Виско (5.04.2007 — 30.04.2013), назначен архиепископом Капуи.
- Camillo Cibotti (с 8.05.2014)

## Статистика
На конец 2006 года из 63 000 человек, проживающих на территории епархии, католиками являлись 60 000 человек, что соответствует 95,2 % от общего числа населения епархии.
| год  | население | население | население | священники | священники        | священники         | священники                           | постоянные диаконы | монахи  | монахи  | приходы |
| год  | католики  | всего     | %         | всего      | белое духовенство | черное духовенство | число католиков на одного священника | постоянные диаконы | мужчины | женщины | приходы |
| ---- | --------- | --------- | --------- | ---------- | ----------------- | ------------------ | ------------------------------------ | ------------------ | ------- | ------- | ------- |
| 1950 | 53.000    | 53.000    | 100,0     | 75         | 68                | 7                  | 706                                  |                    | 8       | 24      | 40      |
| 1970 | 51.575    | 51.580    | 100,0     | 68         | 54                | 14                 | 758                                  |                    | 17      | 44      | 43      |
| 1980 | 59.805    | 59.840    | 99,9      | 61         | 49                | 12                 | 980                                  |                    | 14      | 48      | 57      |
| 1990 | 62.600    | 64.000    | 97,8      | 58         | 50                | 8                  | 1.079                                | 1                  | 8       | 42      | 48      |
| 1999 | 61.100    | 63.000    | 97,0      | 62         | 52                | 10                 | 985                                  | 9                  | 18      | 43      | 48      |
| 2000 | 62.000    | 63.000    | 98,4      | 66         | 56                | 10                 | 939                                  | 9                  | 20      | 48      | 48      |
| 2001 | 63.000    | 65.000    | 96,9      | 63         | 53                | 10                 | 1.000                                | 8                  | 15      | 50      | 48      |
| 2002 | 58.000    | 60.100    | 96,5      | 69         | 60                | 9                  | 840                                  | 8                  | 10      | 56      | 48      |
| 2003 | 58.000    | 60.100    | 96,5      | 66         | 58                | 8                  | 878                                  | 10                 | 8       | 52      | 48      |
| 2006 | 60.000    | 63.000    | 95,2      | 75         | 63                | 12                 | 800                                  | 12                 | 24      | 46      | 48      |